# Arquebisbat de Gniezno
El bisbat o arxidiòcesi de Gniezno (llatí Gnesnen (sis)) fou una jurisdicció eclesiàstica centrada a la ciutat de Gniezno a Polònia.

## Història
- 1000: Establerta com a arxidiòcesi metropolitana de Gniezno amb sufragànies a Cracòvia, Breslau i Kołobrzeg
- 16 de juliol de 1821: unit en unió personal aeque principaliter amb l'Arxidiòcesi de Poznan
- 12 de novembre de 1948: Dissolució de la unió entre les arxidiòcesis de Poznan i Gniezno, i establiment d'una unió personal in persona episcopi entre l'arxidiòcesi de Varsòvia i Gniezno.
- 25 de març de 1992: Dissolució de la unió entre les arxidiòcesis de Gniezno i Varsòvia.

## Esglésies especials
- Basíliques menors:

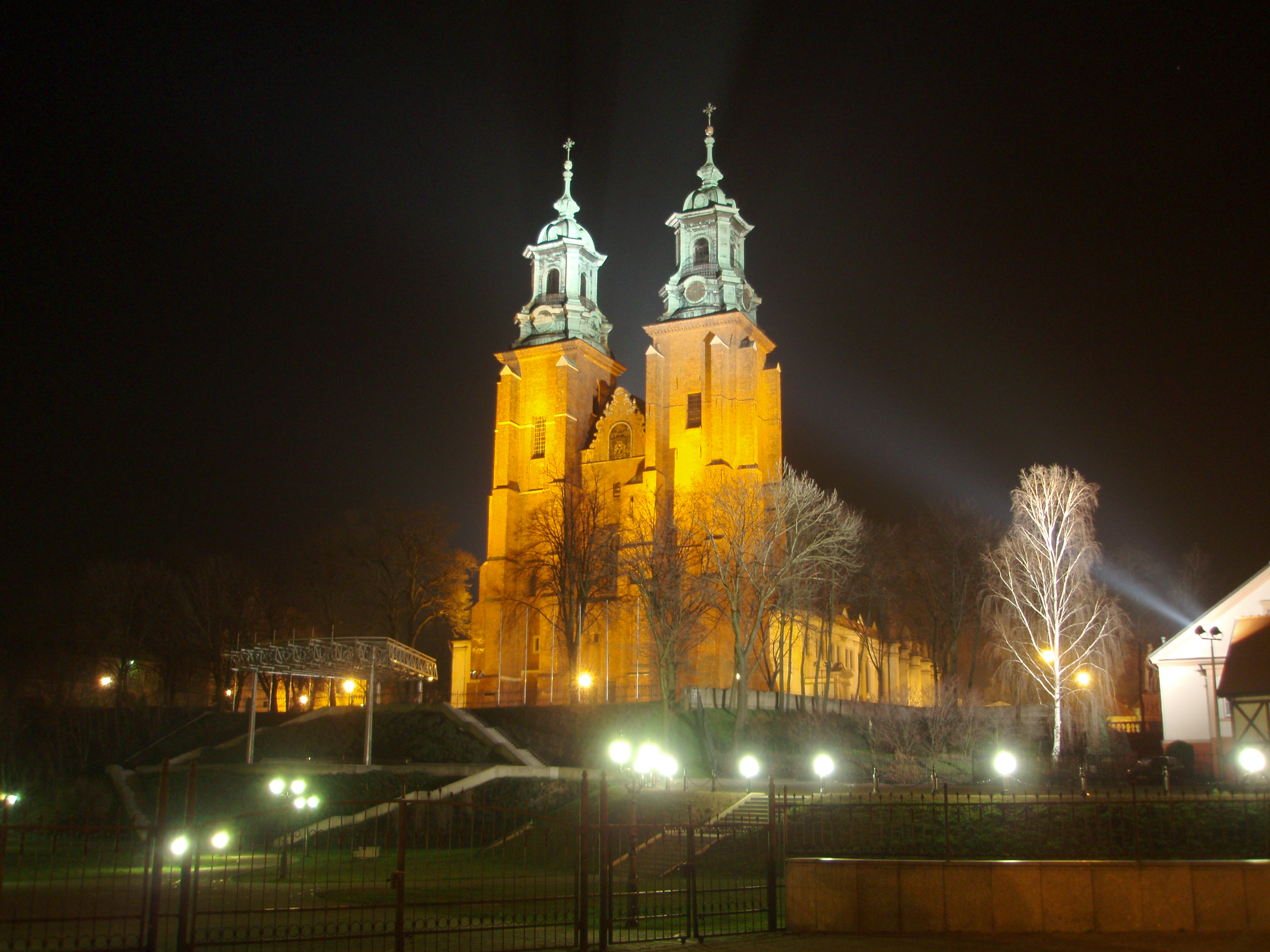
Bazylika Katedralna Wniebowzięcia
Najświętszej Marii Panny i św. Wojciecha
(Catedral Basílica de l'Assumpció
de la Beneïda Verge Maria)

  - Bazylika św. Apostołów Piotra i Pawła, Kruszwica
  - Bazylika Św. Wincentego a Paulo, Bydgoszcz
  - Bazylika Wniebowzięcia Najświętszej Marii Panny, Trzemeszno

## Arquebisbes
- (999–després del 1000) Radzim Gaudenty
- (abans del 1025? – 1027) Hipòlit
- 1027–1028 Bossuta Stefan
- 1076? – 1092 Bogumił
- (testimoniat 1100–1112) Marcin
- (testimoniat 1136–1146/48) Jakub I ze Żnina
- (1149–després de 1167)	Janik
- (testimoniat 1177–1180) Zdzisław I
- (probablement als anys 1180) Bogumilus
- (testimoniat des de 1191 – mort 1198/9) Piotr
- 1199–1219 Henryk I Ketlicz
- 1219–1220 Iwo Odrowąż
- 1220–1232 Wincenty I Niałek
- 1232–1258 Fulko I
- 1258–1271 Janusz I
- 1271–1278 vacant
- 1278 Martin d'Opava
- 1278–1283 vacant
- 1283–1314 Jakub II Świnka
- 1314–1316 vacant
- 1316–1317 Borzysław I
- 1317–1341 Janisław I
- 1342–1374 Jarosław Bogoria
- 1374–1382 Janusz II Suchywilk
- 1382–1388 Bodzęta z Kosowic
- 1389–1394 Jan Kropidło
- 1394–1401 Dobrogost z Nowego Dworu
- 1402–1411 Mikołaj I Kurowski
- 1412–1422 Mikołaj II Trąba (primer primat de Polònia des de 1418)
- 1423–1436 Wojciech I Jastrzębiec
- 1437–1448 Wincenty II Kot
- 1449–1453 Władysław I Oporowski
- 1453–1464 Jan II ze Szprewy
- 1464–1473 Jan III Gruszczyński
- 1473–1480 Jakub III Siemieński
- 1481–1493 Zbigniew Oleśnicki
- 1493–1503 Fryderyk Jagiellończyk
- 1503–1510 Andrzej I Boryszewski
- 1510–1531 Jan IV Łaski
- 1531–1535 Maciej I Drzewicki
- 1535–1537 Andrzej II Krzycki
- 1537–1540 Jan V Latalski
- 1541–1545 Piotr III Gamrat
- 1546–1559 Mikołaj III Dzierzgowski
- 1559–1562 Jerzy Przerębski
- 1562–1581 Jakub IV Uchański
- 1581–1603 Stanisław I Karnkowski
- 1604–1605 Jan VI Tarnowski
- 1606–1608 Bernard Maciejowski
- 1608–1615 Wojciech II Baranowski
- 1616–1624 Wawrzyniec Gembicki
- 1624–1626 Henryk II Firlej
- 1627–1638 Jan VII Wężyk
- 1638–1641 Jan VIII Lipski
- 1641–1652 Maciej II Łubieński
- 1653–1658 Andrzej II Leszczyński
- 1659–1666 Waclaw Leszczyński
- 1666–1673 Mikołaj IV Prażmowski
- 1673–1674 Kazimierz Florian Czartoryski
- 1674–1677 Andrzej III Olszowski
- 1677–1679 vacant
- 1679–1685 Jan IX Stefan Wydźga
- 1685–1688 vacant
- 1688–1705 Michał Stefan Radziejowski
- 1706–1721 Stanisław II Szembek
- 1721–1723 vacant
- 1723–1738 Teodor Andrzej Potocki
- 1739–1748 Krzysztof Antoni Szembek
- 1749–1759 Adam Ignacy Komorowski
- 1759–1767 Władysław II Aleksander Łubieński
- 1767–1777 Gabriel Podoski
- 1777–1784 Antoni Kazimierz Ostrowski
- 1785–1794 Michał II Jerzy Poniatowski
- 1795–1801 Ignacy I Krasicki
- 1801–1806 vacant
- 1806–1818 Ignacy II Raczyński
- 1818–1821 vacant
- 1821–1825 Tymoteusz Paweł Gorzeński
- 1825–1828 vacant
- 1828–1829 Teofil Cyprian Wolicki
- 1829–1831 vacant
- 1831–1842 Marcin II Sulgustowski–Dunin
- 1842–1845 vacant
- 1845–1865 Leon Michał Przyłuski
- 1866–1886 Mieczysław Halka Ledóchowski
- 1886–1890 Juliusz Józef Dinder
- 1891–1906 Florian Stablewski
- 1906–1914 vacant
- 1914–1915 Edward Likowski
- 1915–1926 Edmund Dalbor
- 1926–1948 August Józef Hlond
- 1948–1981 Stefan Wyszyński
- 1981–1992 Józef Glemp (Primat de Polònia fins al 18 de desembre de 2009)
- 1992–2010 Henryk Muszyński (Primat de Polònia des de 18 de desembre de 2009)
- 2010–present Józef Kowalczyk

## Diòcesis sufragànies
- Bydgoszcz
- Włocławek

## Font
- Informació catòlica
- Catholic Hierarchy
- Website